# 朝鮮英祖
朝鲜英祖（：／ Joseon Yeongjo；1694年10月31日—1776年4月22日），姓李，名昑（：／ Yi Geum），幼名禧壽，字光叔，號養性軒。是朝鲜王朝的第21代君主，在位時期為1724年10月16日（農曆八月三十日）至1776年4月22日（農曆三月五日）。

## 生平

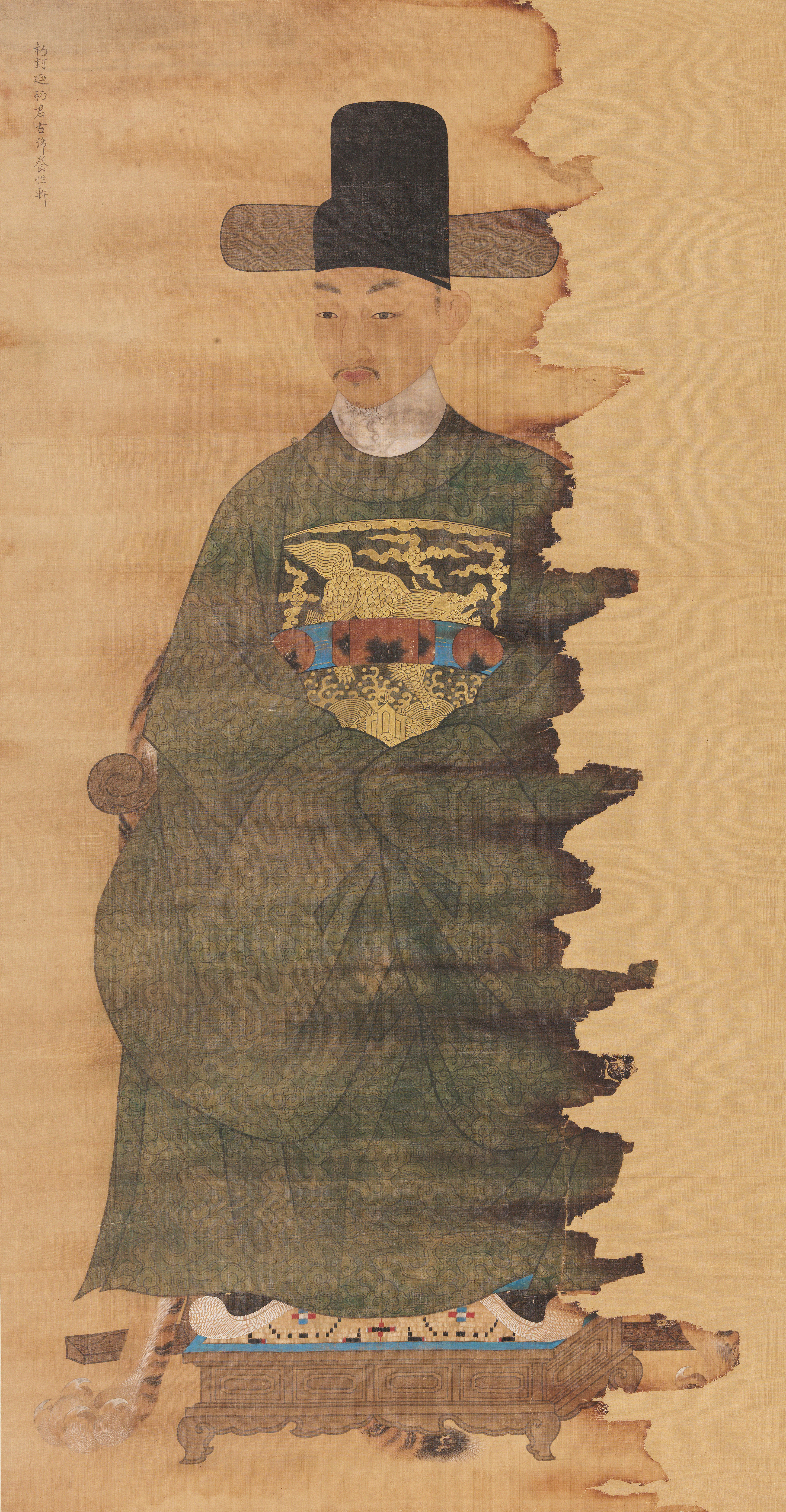
王世弟時期的英祖

李昑是肅宗李焞的第四子，生母為淑嬪崔氏。肅宗二十年九月十三日生於昌德宮寶慶堂，二十五年封延礽君（연잉군），三十年與進士徐宗悌之女成婚。
肅宗在世時比較疼愛么子延齡君，延礽君則常遭肅宗斥責。淑嬪崔氏過世後，延礽君在服喪期間生長子李緈，被肅宗斥責，數月不曾召見。
肅宗死後，世子李昀繼位，即景宗。由於景宗成婚多年始終無子，於是在景宗元年冊立李昑為王世弟（왕세제）。然而當時朝廷的黨爭激烈，因此李昑的儲位並不穩固，不過幸好景宗的個性仁厚，相當友愛弟弟，再加上嫡母仁元王后的庇護，終究安然無恙。四年八月二十五日，景宗病逝，王世弟即位。
英祖四年（1728年），屬於少論派激進勢力的南人李麟佐、鄭希亮等起兵，以宗室密豐君（昭显世子曾孙）李坦為君，但以失敗告終，史稱李麟佐之亂。
英祖十五年（1739年）為中宗元配廢妃慎氏復位，追尊為端敬王后。二十二年（1746年）復金宗瑞、皇甫仁（端宗朝大臣）等人官職，二十三年（1747年）又恢復安平大君李瑢（世宗嫡三子）的官職。
英祖三十三年王妃徐氏病逝，英祖在兩年後冊立大臣金漢耉之女為新任王妃，他和兩任妻子之間都沒有任何子嗣，雖然他有兩子十二女，不過都是由後宮所出。其中長子李緈早夭，次子李愃雖然順利長大成人，然而因為某些因素（一說奸臣誣陷，另一說世子李愃患有嚴重的精神疾病），導致英祖被迫將李愃關進米櫃餓死。王位後來則由世孫李祘（李愃之次子）繼承。
英祖五十二年三月五日，英祖昇遐於慶熙宮集慶堂，享壽八十二歲。廟號英宗，諡號至行純德英謨毅烈章義弘倫光仁敦禧體天建極聖功神化大成廣運開泰基永堯明舜哲乾健坤寧翼文宣武熙敬顯孝大王（清朝賜諡莊順），葬於杨州元陵。正祖八年加上尊號「配命垂統景曆洪休」，高宗二十七年將廟號改為英祖，翼文改為「正文」，並上尊號「中和隆道肅莊彰勳」。
英祖除了是朝鲜王朝在位最久的君主（在位五十二年）之外，同時也是最長壽的君主（享壽八十二歲）。

## 家庭

### 王后
| 稱號         | 生年 | 卒年 | 本貫 | 父母                                | 備註                                                       |
| ------------ | ---- | ---- | ---- | ----------------------------------- | ---------------------------------------------------------- |
| 貞聖王后徐氏 | 1692 | 1757 | 達城 | 達城府院君徐宗悌 岑城府夫人牛峯李氏 | 初封「達城郡夫人」，景宗元年封王世弟嬪，英祖即位後封王妃。 |
| 貞純王后金氏 | 1745 | 1805 | 慶州 | 鰲興府院君金漢耉 原豊府夫人原州元氏 | 正祖即位後，尊為王大妃。                                   |

### 嬪御
| 稱號                    | 生年 | 卒年 | 本貫 | 父母            | 備註                                                                     |
| ----------------------- | ---- | ---- | ---- | --------------- | ------------------------------------------------------------------------ |
| （延祜宮） 溫僖靖嬪李氏 | 1694 | 1721 | 咸陽 | 李後哲 金海金氏 | 景宗元年遭人毒殺，本為昭訓，英祖繼位後改封昭媛，再追贈為靖嬪。           |
| （宣禧宮） 昭裕暎嬪李氏 | 1696 | 1764 | 全義 | 李楡蕃 醴泉金氏 | 正祖之祖母。                                                             |
| 貴人趙氏                | 1707 | 1780 | 豐壤 | 趙台徵 密陽朴氏 | 初封淑媛，英祖晚年升為淑儀，正祖年間尊為貴人。                           |
| 廢淑儀文氏              | ？   | 1776 |      |                 | 英祖二十九年（1753年）封昭媛，四十七年（1771年）陞淑儀，正祖即位後賜死。 |
| 尚宮李氏                | ？   | ？   |      |                 | [ 4 ]                                                                    |

### 子
| 序 | 稱號                    | 名 | 生年 | 卒年 | 生母     | 配偶               | 備註                                                                                       |
| -- | ----------------------- | -- | ---- | ---- | -------- | ------------------ | ------------------------------------------------------------------------------------------ |
| 1  | 孝章世子 （真宗昭皇帝） | 緈 | 1719 | 1728 | 靖嬪李氏 | 孝純昭皇后豐壤趙氏 | 初封「敬義君」，英祖元年冊立為王世子，過世後諡為「孝章世子」。正祖繼位後，追尊為真宗大王。 |
| 2  | 莊獻世子 （莊祖懿皇帝） | 愃 | 1735 | 1762 | 暎嬪李氏 | 獻敬懿皇后豊山洪氏 | 初號「思悼世子」，正祖繼位後加上尊號莊獻，改稱「莊獻世子」。                               |

### 女
| 序 | 稱號     | 名   | 生年 | 卒年 | 生母       | 配偶                        | 備註 |
| -- | -------- | ---- | ---- | ---- | ---------- | --------------------------- | --- |
| 1  | 和憶翁主 | 香艶 | 1717 | 1718 | 靖嬪李氏   | 無                          | 英祖在肅宗四十四年（1718年）曾為早夭的女兒「香艶」（1717年-1718年）撰寫誌文，即〈幼女香艶壙誌〉。以年代推算，此女應為英祖的長女。葬楊州神穴里。 |
| 2  | 和順翁主 |      | 1720 | 1758 | 靖嬪李氏   | 月城尉金漢藎 （1720－1758） | 英祖元年（1725年）封和順翁主，三十四年因為丈夫過世而絕食自盡。無子女，養子金頤柱。 一說名「香怡」，但來源不詳。                                 |
| 3  | 和平翁主 |      | 1727 | 1748 | 暎嬪李氏   | 錦城尉朴明源 （1725－1790） | 英祖三年四月二十七日誕生，七年封和平翁主，二十四年六月二十四日過世。無子女，養子朴相喆。                                                        |
| 4  | 翁主     |      | 1728 | 1731 | 暎嬪李氏   | 無                          | 英祖四年八月三日申時誕生，早卒，葬高陽淸潭村。                                                                                                  |
| 5  | 翁主     |      | 1729 | 1731 | 暎嬪李氏   | 無                          | 英祖五年十二月十二日酉時誕生，早卒，葬高陽淸潭村。                                                                                              |
| 6  | 翁主     |      | 1732 | 1736 | 暎嬪李氏   | 無                          | 英祖八年正月初一日寅時誕生，早卒，葬高陽新院里。                                                                                                |
| 7  | 和協翁主 |      | 1733 | 1753 | 暎嬪李氏   | 永城尉申光綏 （1731－1775） | 英祖九年三月七日誕生，十五年封和協翁主，二十八年十一月二十七日過世。無子女，養子申在善。                                                        |
| 8  | 翁主     |      | 1735 | 1736 | 貴人趙氏   | 無                          | 英祖十一年九月十九日丑時誕生，早卒，葬高陽淸潭村。                                                                                              |
| 9  | 鄭妻     |      | 1738 | 1808 | 暎嬪李氏   | 日城尉鄭致達 （1738－1757） | 英祖十九年（1743年）封和緩翁主，正祖二年（1778年）削號。無子女，養子鄭厚謙。 一說名「蓉婉」，但來源不詳。                                       |
| 10 | 和柔翁主 |      | 1740 | 1777 | 貴人趙氏   | 昌城尉黃仁點 （1740－1802） | 英祖十六年九月二十九日子時誕生，英祖二十二年（1746年）封和柔翁主。誕一子（黃基玉）一女。                                                        |
| 11 | 和寧翁主 |      | 1753 | 1821 | 廢淑儀文氏 | 靑城尉沈能建 （1752－1817） | 英祖二十九年三月二日戌時誕生。誕一子（沈宜長、無後）二女，另有養子沈宜寬。                                                                      |
| 12 | 和吉翁主 |      | 1754 | 1772 | 廢淑儀文氏 | 綾城尉具敏和 （？－1800）   | 英祖三十年五月十九日未時誕生。誕一子（具命喜）二女。                                                                                            |

## 影视作品
- 2007年MBC電視劇《李祘》：李順載飾 英祖
- 2010年：MBC電視劇《同伊》李亨錫飾 英祖
- 2014年：SBS電視劇《秘密之門》韓石圭飾 英祖
- 2014年电影《尚衣院》：柳演錫饰 英祖
- 2015年电影《思悼》：宋康昊饰 英祖
- 2016年SBS電視劇《大撲》：呂珍九饰 英祖
- 2019年SBS電視劇《獬豸》：丁一宇饰 英祖
- 2021年MBC電視劇《衣袖紅鑲邊》：李德華饰 英祖

## 附註
1. ↑  《當代璿源錄》
2. ↑  闵镇远《丹岩漫录》下：延龄为人温柔警敏，上钟爱之，过于延礽，延礽则颇遭呵责，且以居私亲丧而生子，责以无行，使不得见者数月。
3. ↑  .   [2017-05-28]. （原始内容存档于2021-04-10）.
4. ↑  .   [2018-07-15]. （原始内容存档于2021-01-24）.
5. ↑  《承政院日記》英祖49年（1773年）10月7日
6. ↑  一翁主贈和憶翁主者 的存檔，存档日期2014-03-13.
7. ↑  《承政院日記》英祖7年（1731年）2月18日
8. ↑  《胎峯謄錄》戊申八月十五日……今戊申年八月初三日申時生翁主阿只氏藏胎事……
9. ↑  《承政院日記》英祖7年（1731年）3月21日
10. ↑  《胎峯謄錄》庚戌正月初八日……去己酉年十二月十二日酉時生翁主阿只氏藏胎事……
11. ↑  .   [2017-05-28]. （原始内容存档于2017-10-01）.
12. ↑  《胎峯謄錄》壬子二月十三日……今壬子正月初一日寅時生翁主阿只氏藏胎……
13. ↑  .   [2016-04-15]. （原始内容存档于2021-01-24）.
14. ↑  《胎峯謄錄》癸丑四月初五日……今癸丑年三月初七日寅時生翁主阿只氏藏胎事……
15. ↑  .   [2016-04-15]. （原始内容存档于2020-04-01）.
16. ↑  《胎峯謄錄》乙卯十月二十一日……今乙卯年九月十九日丑時生翁主阿只氏藏胎事……
17. ↑  《胎峯謄錄》戊午二月十八日……今戊午正月十九日丑時生翁主阿只氏藏胎事……
18. ↑  《胎峯謄錄》庚申十月十九日……今庚申年九月二十九日子時生翁主阿只氏藏胎事……
19. ↑  和寧翁主胎誌石：癸酉三月初二日戌時生翁主阿只氏胎
20. ↑  .   [2016-04-15]. （原始内容存档于2021-01-24）.
21. ↑  和吉翁主胎誌石：甲戌年五月十九日未時生翁主阿只氏胎